# Daniel Israel

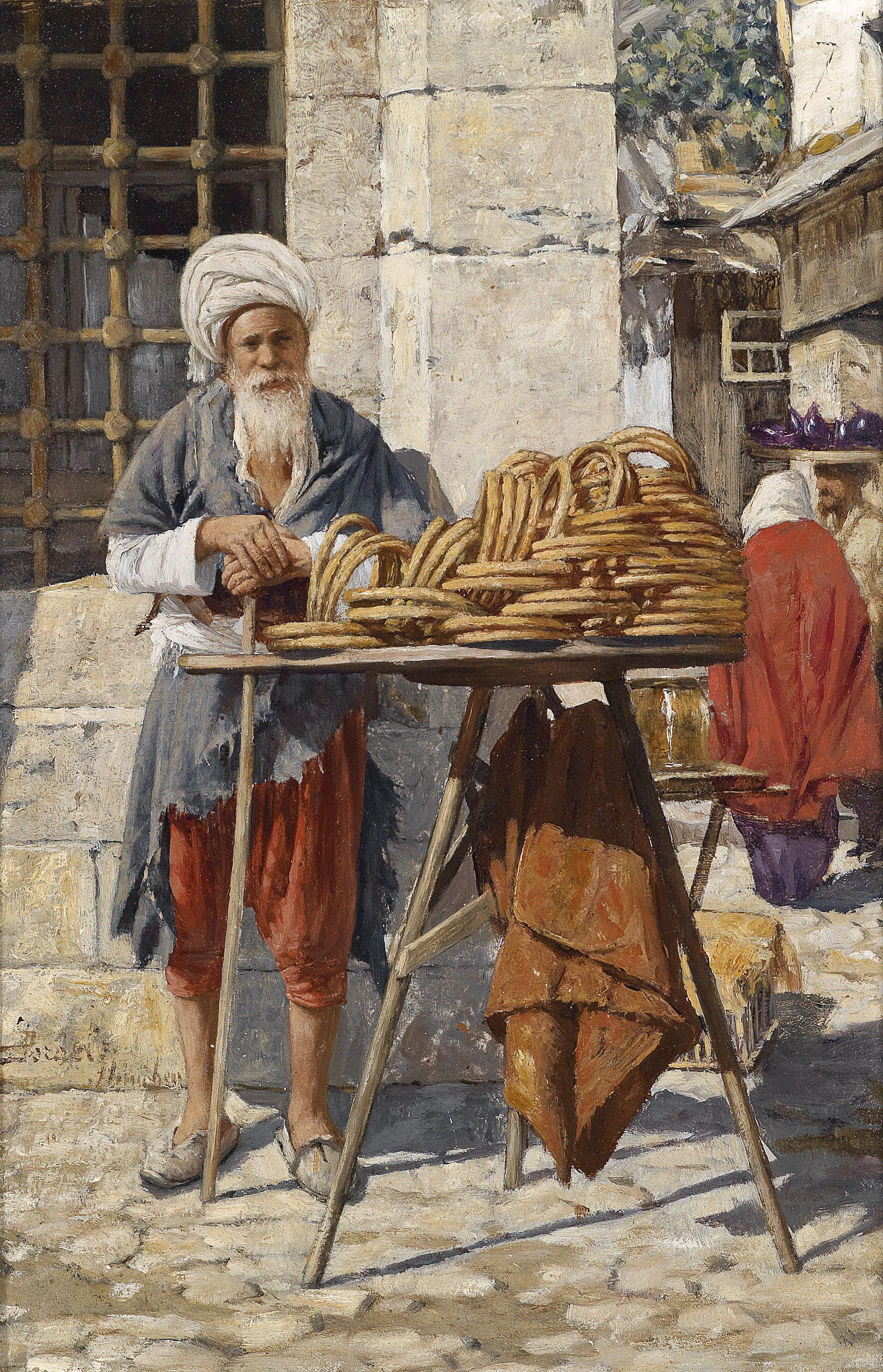
Orientalischer Strassenverkäufer

Daniel Israel (* 1859 in Wien; † 24. April 1901 ebenda) war ein österreichischer Maler.
Daniel Israel war zuerst als Kaufmann beschäftigt, studierte von 1878 bis 1882 Malerei an der Akademie der bildenden Künste Wien, von 1882 bis 1885 an der Königlichen Akademie der Bildenden Künste München bei Johann Caspar Herterich und Otto Seitz.
1885 unternahm er eine Orientreise durch den Balkan, die Türkei, Palästina und Ägypten, wo er Reisevorzeichnungen für später im Münchner Atelier zu malende Bilder erstellte. Er wurde der Gruppe der „Münchner Fein- und Kleinmaler“ zugerechnet. Er malte Landschaften, Städteansichten und Genrebilder.
Im Zeitraum von 1893 bis 1899 stellte er seine Werke auf den Ausstellungen in Wien, Budapest sowie im Münchner Glaspalast aus. 
Die letzten beiden Lebensjahre verbrachte er geisteskrank in einem Wiener Sanatorium.